# Amagerbro
Amagerbro, også kaldet Sønderbro, er betegnelsen for den del af København der ligger på det nordøstligste Amager i området syd for Christianshavn og nord for Sundbyøster. Området afgrænses mod nord af Christianshavns Vold, mod vest af Amagerbrogade og mod syd af Øresundsvej, hvor Amagerbro grænser op til selve Sundbyøster. Området er et af de tættest befolkede i Danmark.
Befolkningstallet for Amagerbro opgøres ikke særskilt, men Amagerbro Provsti, der dog er noget større end det man normalt forstår ved Amagerbro, har 117.291 indbyggere (2010).  En bedre tilnærmelse på befolkningstallet for Amagerbro er tallet for Amager Øst, hvortil hører Amagerbro: Amager Øst er en administrativ bydel med 50.900 (2011) indbyggere.
Amagerbrogade er områdets hovedfærdselsåre. Området betjenes desuden af Københavns Metro (Amagerbro Station og Lergravsparken Station). Eneste større grønne anlæg i området er Kløvermarken.
Tidligere udgjorde Amagerbro sin egen opstillingskreds ved folketingsvalg, men i 2007 blev Amagerbrokredsen indlemmet i Sundbyøsterkredsen som led i valgkredsreformen.